# Enguerrando II de Coucy
Enguerrando II de Coucy (c. 1110 - c. 1147) foi um nobre da França medieval, tendo sido senhor Coucy, Marle, La Fère, de Crécy (sur-Serre) de Vervins, de Pinon, de Landouzy (a cidade), de Fontaine (les-Vervins), e alguns outros lugares.

## Biografia
Ao contrário de seu pai, Tomás de Coucy, Enguerrando II administrou pacificamente os seus territórios, concentrando-se principalmente no governo das suas terras. Procedeu á construção de uma capela no seu castelo particular cujo subestruturas são hoje os mais antigos vestígios de Coucy.
Entre 1131 e 1132, tratou do seu casamento com Inês de Beaugency, prima do rei Luís VII de França  (1120 – Melun, 18 de Setembro de 1180), cognominado "o Jovem" e filha de Raul I de Beaugency e de Matilde de Vermandois, filha esta de Hugo I de Vermandois (1057 - Tarso, 18 de Outubro de 1101), irmão do rei Filipe I de França.
Enguerrando II, segundo conta a história era fortemente virado para a caça facto que o levava a passar a maior parte de seu tempo livre a caçar nas suas coutadas e florestas, local onde uma lenda diz que ele matou um animal selvagem (leão, de acordo com algumas fontes) que aterrorizou o país. Este acontecimento estará na base da fundação da Ordem do Leão, que Enguerrando II fundou para comemorar o evento.
Foi um dos participantes na Segunda Cruzada, ocorrida entre 1147 e 1149, acontecimento onde se cruzou com Erardo III de Breteuil na companhia do rei Luís VII de França "o Jovem" e de Conrado III, Sacro Imperador Romano-Germânico, ambos morreram por volta do ano 1147.

## Relações familiares
Foi filho de Tomás de Coucy (1078 - 9 de novembro de 1130) e de Mélisende de Crécy. Foi casado com Inês de Beaugency (1152 - 1173), prima do rei Luís VII de França e filha de Raul I de Beaugency e de Matilde de Vermandois, filha este de Hugo I de Vermandois, irmão do rei Filipe I de França. Deste casamento nasceram:
1. Raul I de Coucy [3] (c. 1142 - novembro de 1191). Casou-se por duas vezes, o 1º casamento foi em 1164, com Inês de Hainaut, filha do conde Balduíno IV de Hainaut[4] (1109 — 8 de Novembro de 1171). O 2º casamento foi com Alice de Dreux (? - 1217), filha do conde Roberto I de Dreux.
2. Enguerrando de Coucy.